# Nicole Herschmann
Nicole Herschmann (Rudolstadt, 27 ottobre 1975) è una bobbista tedesca.

## Biografia
Ai XIX Giochi olimpici invernali (edizione disputatasi nel 2002 a Salt Lake City, Stati Uniti d'America) vinse la medaglia di bronzo nel Bob a 2 con la connazionale Susi Erdmann , venendo superate dall'altra coppia tedesca e da quella statunitense a cui andò la medaglia d'oro. 
Inoltre ai campionati mondiali vinse una medaglia di bronzo nel bob a due con Claudia Schramm nell'edizione del 2008.